# Галей-Бузат
Галей-Бузат (баш. Ғәли-Буҙат ) — деревня в Стерлибашевском районе Башкортостана, входит в состав Бузатовского сельсовета.

## Название
От личного имени Ғәли и названия местности Буҙат.

## Население
| 2002 | 2009 | 2010 |
| ---- | ---- | ---- |
| 57   | ↘26  | ↘8   |

Национальный состав
Согласно переписи 2002 года, преобладающая национальность — татары (93 %).

## Географическое положение
Находится на реке Бузат, вблизи впадения в реку Тятер.
Расстояние до:
- районного центра (Стерлибашево): 55 км,
- центра сельсовета (Бузат): 8 км,
- ближайшей ж/д станции (Стерлитамак): 113 км.